# Kalka-Shimla Railway
| Sonderzug mit Dampflokomotive 520 in Taradevi, 2005 |                     |             |             |
| Streckenlänge: | 96 km               |             |             |
| Spurweite: | 762 mm (Schmalspur) |             |             |
| |                     |             |             |
| \| \| 0 km \| Kalka \| Kalka \| \| \| 6 km \| Taksal \| Taksal \| \| \| 11 km \| Gumman \| Gumman \| \| \| 17 km \| Koti \| Koti \| \| \| 27 km \| Sonwara \| Sonwara \| \| \| 33 km \| Dharampur \| Dharampur \| \| \| 39 km \| Kumarhatti \| Kumarhatti \| \| \| 43 km \| Barog \| Barog \| \| \| 47 km \| Solan \| Solan \| \| \| 53 km \| Salogra \| Salogra \| \| \| 59 km \| Kandaghat \| Kandaghat \| \| \| 65 km \| Kanoh \| Kanoh \| \| \| 73 km \| Kathleeghat \| Kathleeghat \| \| \| 78 km \| Shoghi \| Shoghi \| \| \| 85 km \| Taradevi \| Taradevi \| \| \| 90 km \| Jutogh \| Jutogh \| \| \| 93 km \| Summer Hill \| Summer Hill \| \| \| 96 km \| Shimla \| Shimla \| |                     |             |             |
| Kopfbahnhof Streckenanfang | 0 km                | Kalka       | Kalka       |
| Haltepunkt / Haltestelle | 6 km                | Taksal      | Taksal      |
| Bahnhof | 11 km               | Gumman      | Gumman      |
| Haltepunkt / Haltestelle | 17 km               | Koti        | Koti        |
| Haltepunkt / Haltestelle | 27 km               | Sonwara     | Sonwara     |
| Haltepunkt / Haltestelle | 33 km               | Dharampur   | Dharampur   |
| Haltepunkt / Haltestelle | 39 km               | Kumarhatti  | Kumarhatti  |
| Bahnhof | 43 km               | Barog       | Barog       |
| Bahnhof | 47 km               | Solan       | Solan       |
| Haltepunkt / Haltestelle | 53 km               | Salogra     | Salogra     |
| Haltepunkt / Haltestelle | 59 km               | Kandaghat   | Kandaghat   |
| Haltepunkt / Haltestelle | 65 km               | Kanoh       | Kanoh       |
| Haltepunkt / Haltestelle | 73 km               | Kathleeghat | Kathleeghat |
| Haltepunkt / Haltestelle | 78 km               | Shoghi      | Shoghi      |
| Haltepunkt / Haltestelle | 85 km               | Taradevi    | Taradevi    |
| Haltepunkt / Haltestelle | 90 km               | Jutogh      | Jutogh      |
| Haltepunkt / Haltestelle | 93 km               | Summer Hill | Summer Hill |
| Kopfbahnhof Streckenende | 96 km               | Shimla      | Shimla      |

Die Schmalspurbahn Kalka-Shimla Railway ist eine Eisenbahnstrecke der Spurweite 762 mm im Nordwesten Indiens, die von Kalka nach Shimla, Hauptstadt des Bundesstaates Himachal Pradesh, führt. Aufgrund der Spurweite und der relativ geringen Anzahl von Wagen ist sie – ebenso wie andere Schmalspurbahnen in Indien – auch unter dem Namen Toy Train (Spielzeugeisenbahn) bekannt.
Es handelt sich um eine reguläre Bahnstrecke von Indian Railways, die Fahrt ist allerdings bei Touristen aufgrund der spektakulären Streckenführung außerordentlich beliebt.

## Geschichte und Streckenbau

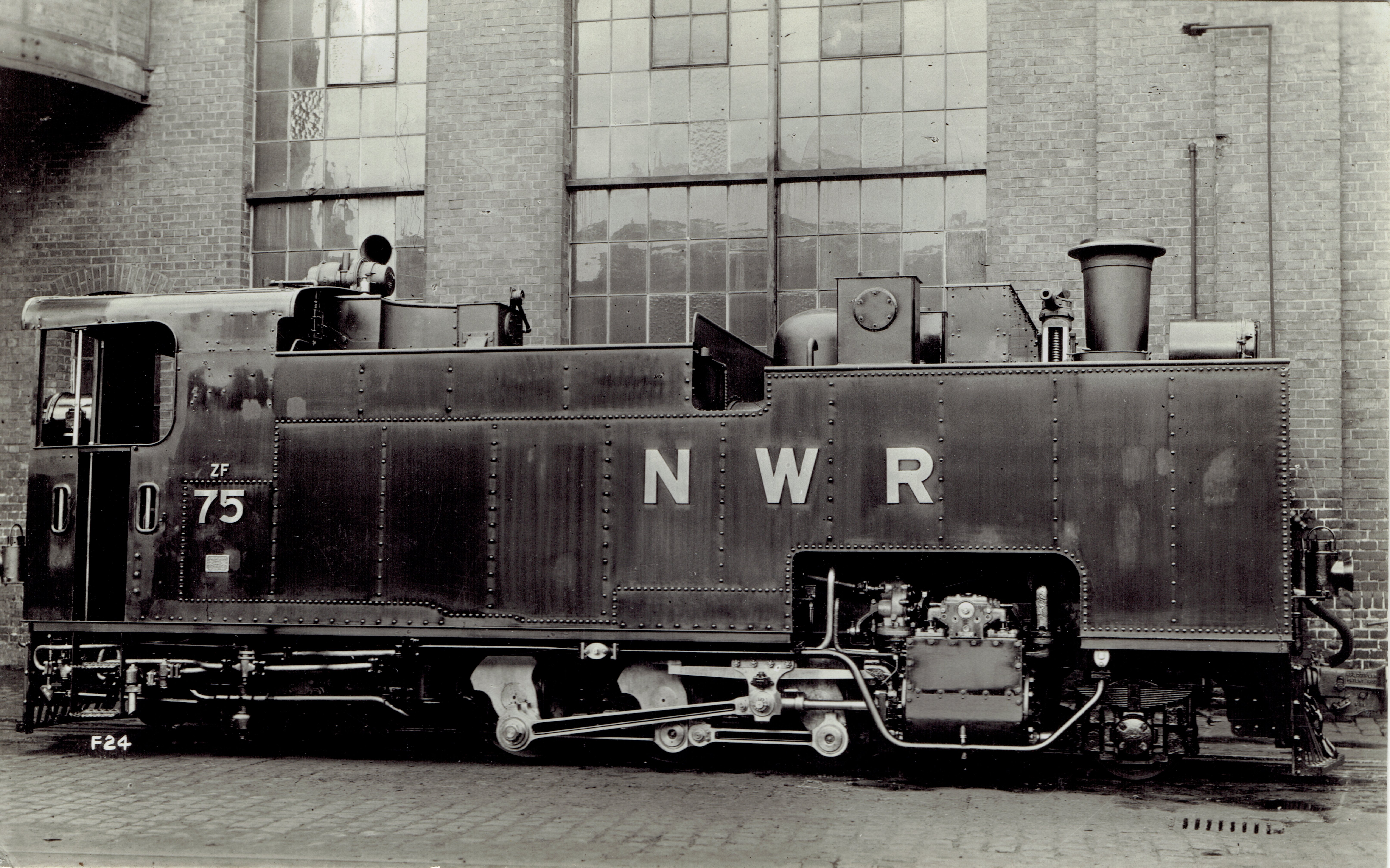
Eine 1934 von Henschel & Sohn gebaute Dampflokomotive.

Die in den Ausläufern des Himalayas auf ca. 2100–2200 Metern gelegene Stadt Shimla war seit Mitte des 19. Jahrhunderts (offiziell ab 1864) 'Sommerhauptstadt' der Regierung Britisch-Indiens, da die Beamten der Hitze in den größeren Städten wie Delhi und Kolkata entgehen wollten. Die Bahnstrecke wurde Ende des 19. Jahrhunderts im Auftrag der britischen Kolonialregierung gebaut, um den Transport zwischen Delhi und Shimla zu vereinfachen und zu beschleunigen. Am 9. November 1903 wurde die Strecke offiziell eröffnet. Ab 1. Januar 1907 wurde sie von der North Western Railway betrieben.

## Die Strecke
Die Strecke ist insgesamt 96,5 Kilometer lang und überwindet auf dieser Distanz einen Höhenunterschied von 1.420 m (Kalka: 656 m, Bahnhof Shimla: 2076 m). Zusätzlich zu der großen Steigung werden auf der relativ kurzen Strecke insgesamt 864 Brücken (viele davon Viadukte), 102 Tunnel (der längste davon 1,14 km lang), 919 Kurven sowie 18 meist kleinere Bahnhöfe passiert bzw. durchfahren. Insgesamt dauert die Fahrt etwa 5–6 Stunden, aus dem Zug bieten sich dabei spektakuläre Aussichten in die Täler und auf die umliegenden Berge. Große Teile der Strecke führen durch (Nadel-)Wälder. Die Strecke ist eingleisig, an mehreren Bahnhöfen erfolgt die Weiterfahrt erst nach dem Eintreffen des Gegenzugs. Die entstehenden Wartezeiten ermöglichen es, Getränke und Snacks von Händlern außerhalb des Zugs zu erwerben.

## Die Züge
Täglich verkehren bis zu sieben Zugpaare auf der Strecke. Personenzüge bestehen in der Regel neben der Lokomotive (Diesellok ZDM-3 gebaut 1970 bis 1982 bei Chittaranjan Locomotive Works (CLW), einige später nachgebaute Loks mit geändertem Lokkasten mit zwei Führerhäusern) aus bis zu sechs Reisezugwagen. Die meisten Touristen nutzen entweder den luxuriösen "Shivalik Deluxe Express" (mit Bordservice) oder die "Himalayan Queen" (normale Sitzwagen, ohne Bordservice). Einmal täglich verkehrt ein Schienenbus mit Glasdach (Rail Motor Car).

## Sonstiges
2008 wurde die Bahnstrecke in das Weltkulturerbe der UNESCO aufgenommen. Sie wird dort gemeinsam mit der Darjeeling Himalayan Railway (1999) und der Nilgiri Mountain Railway (2005) als Welterbestätte Gebirgseisenbahnen in Indien geführt.

## Galerie

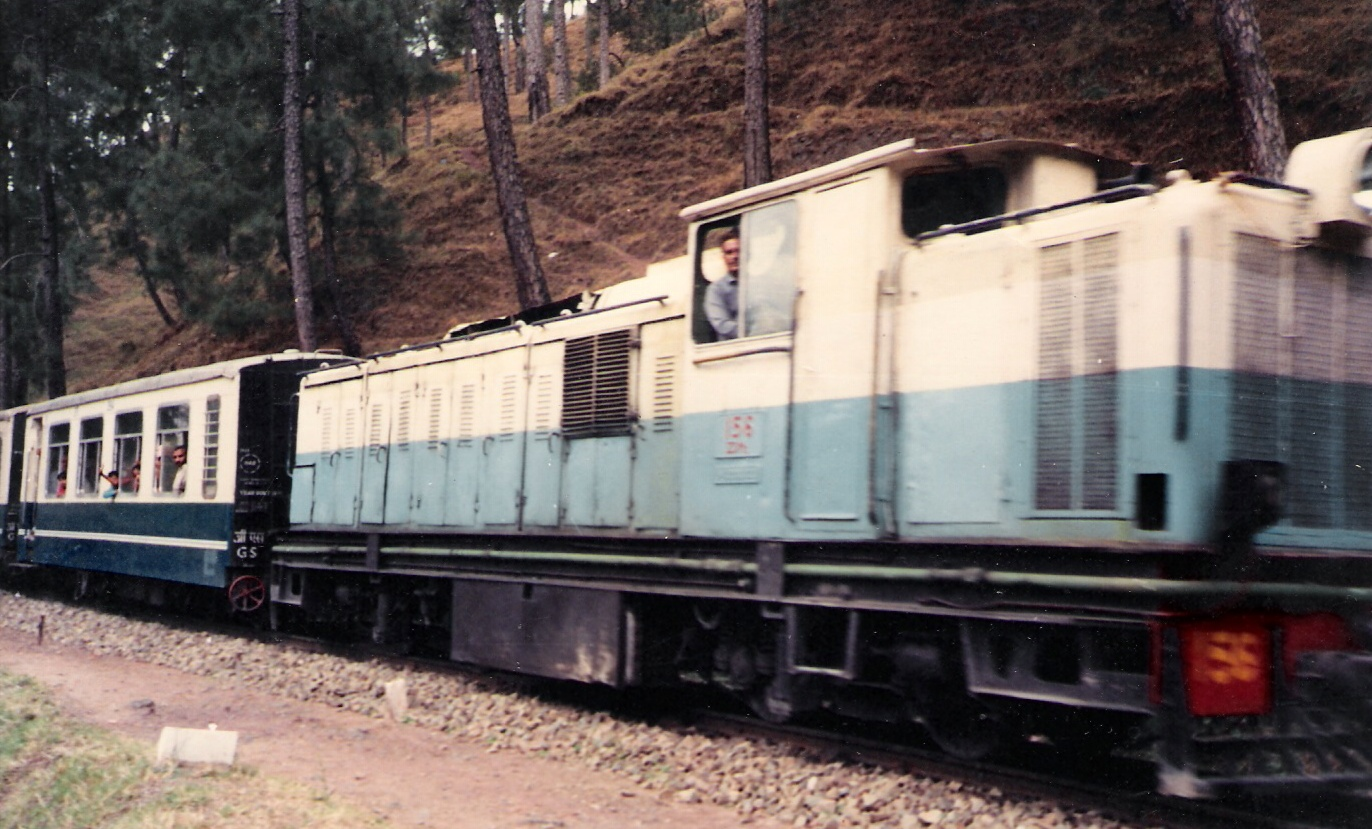
Kalka-Shimla Railway, 1992
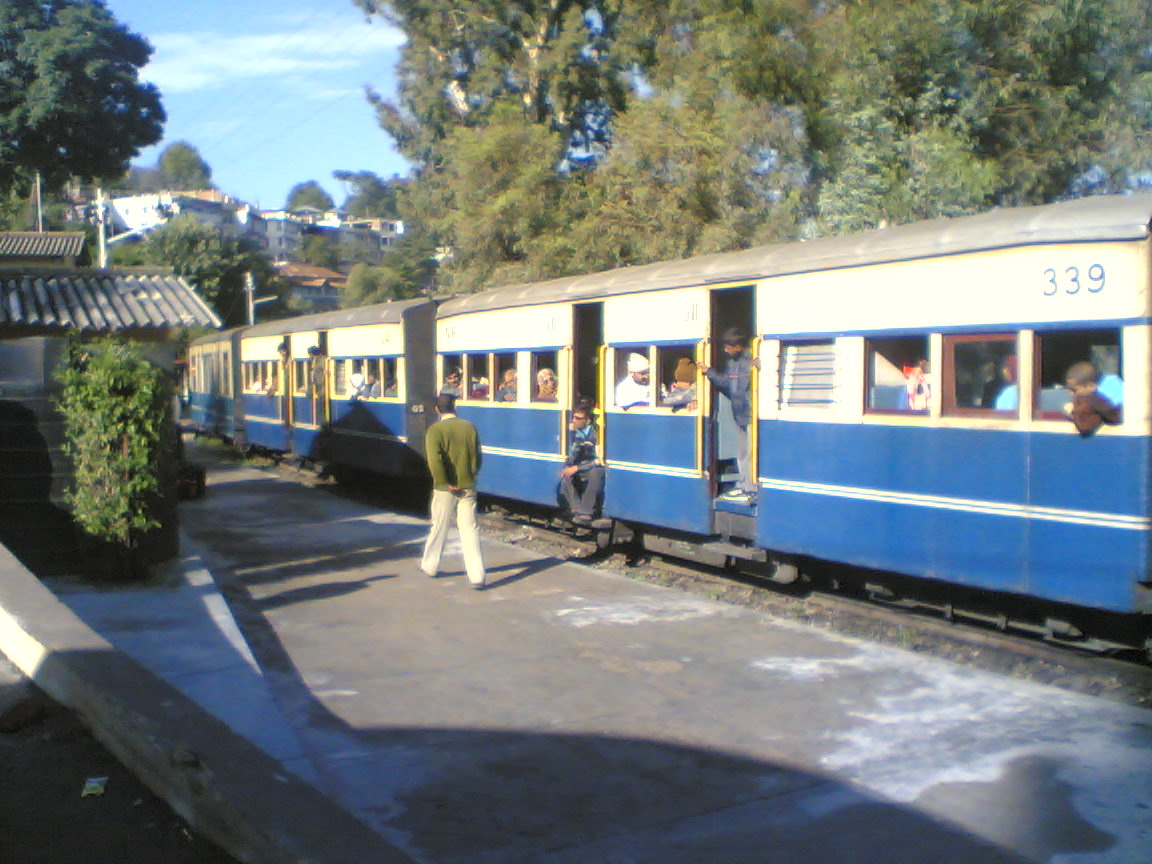
Personenzug im Bahnhof Solan, 2007
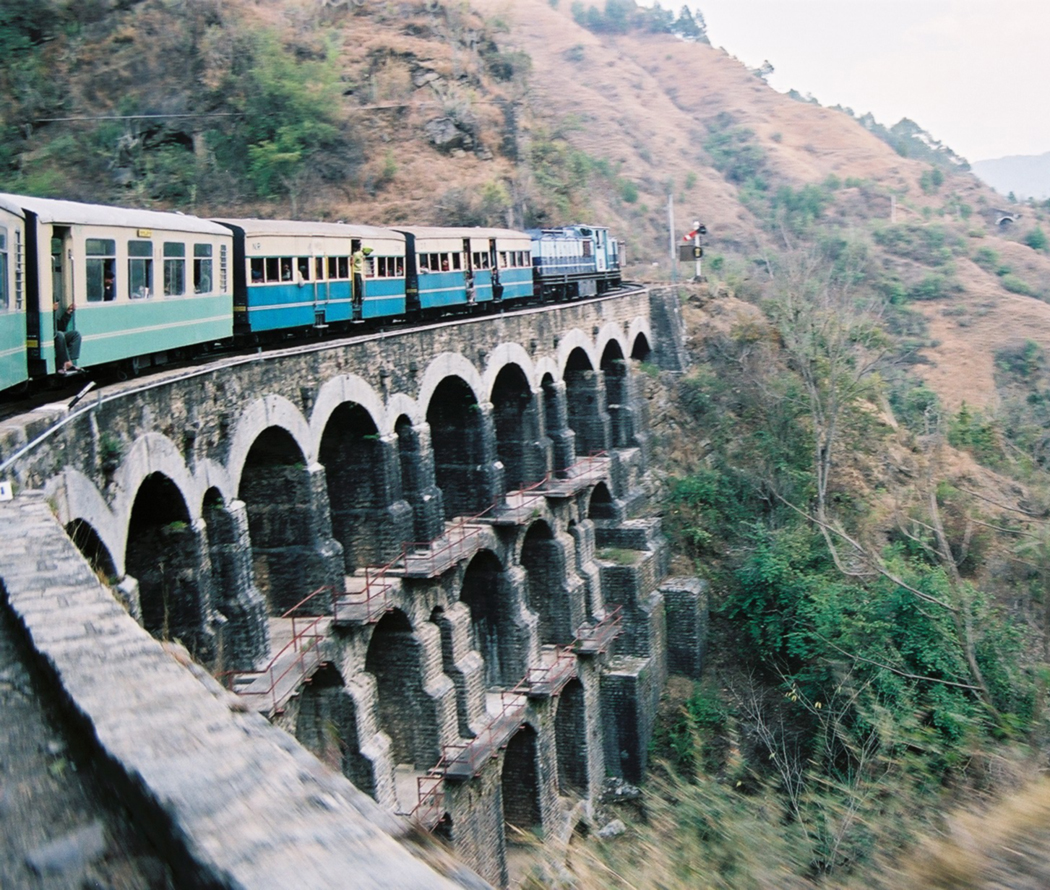
Zug mit Diesellok YDM3 No.182, 2005
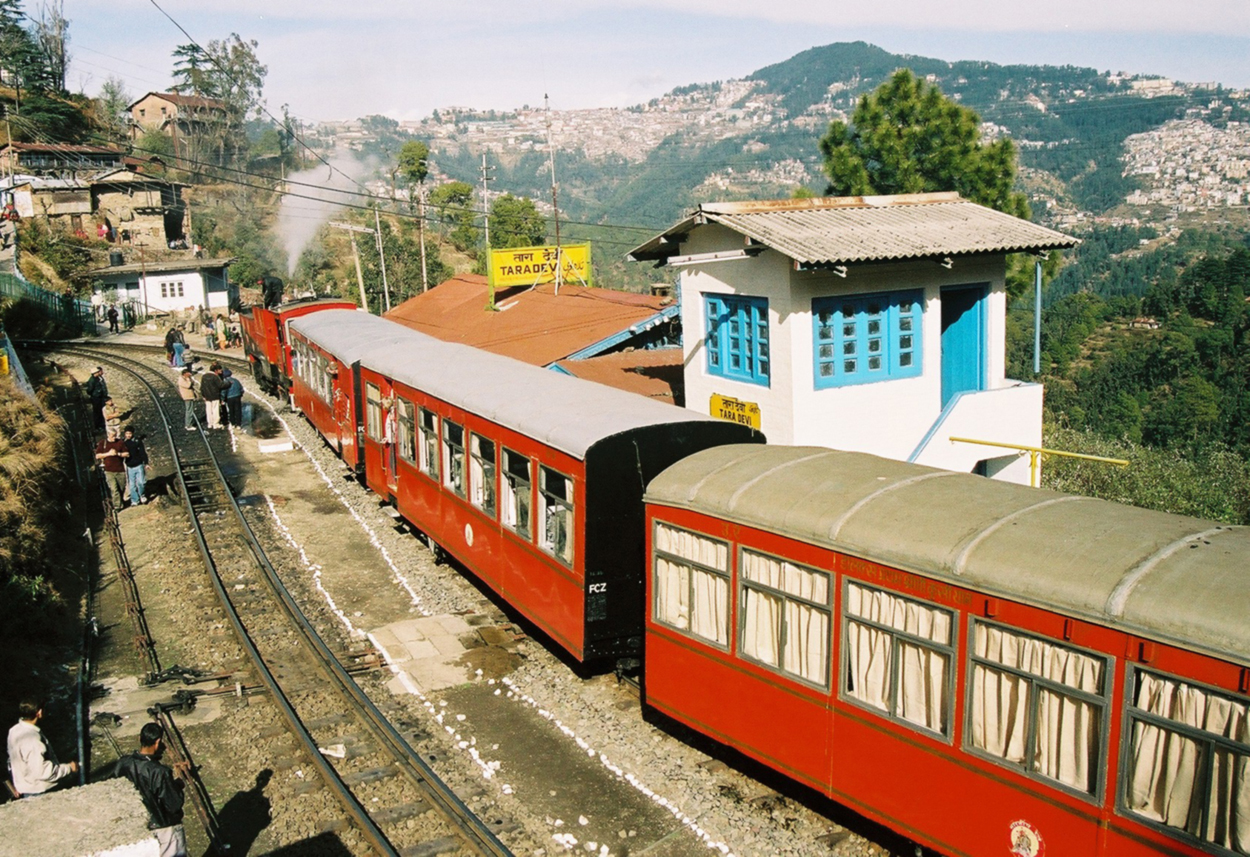
Dampfsonderzug in Taradevi, 2005
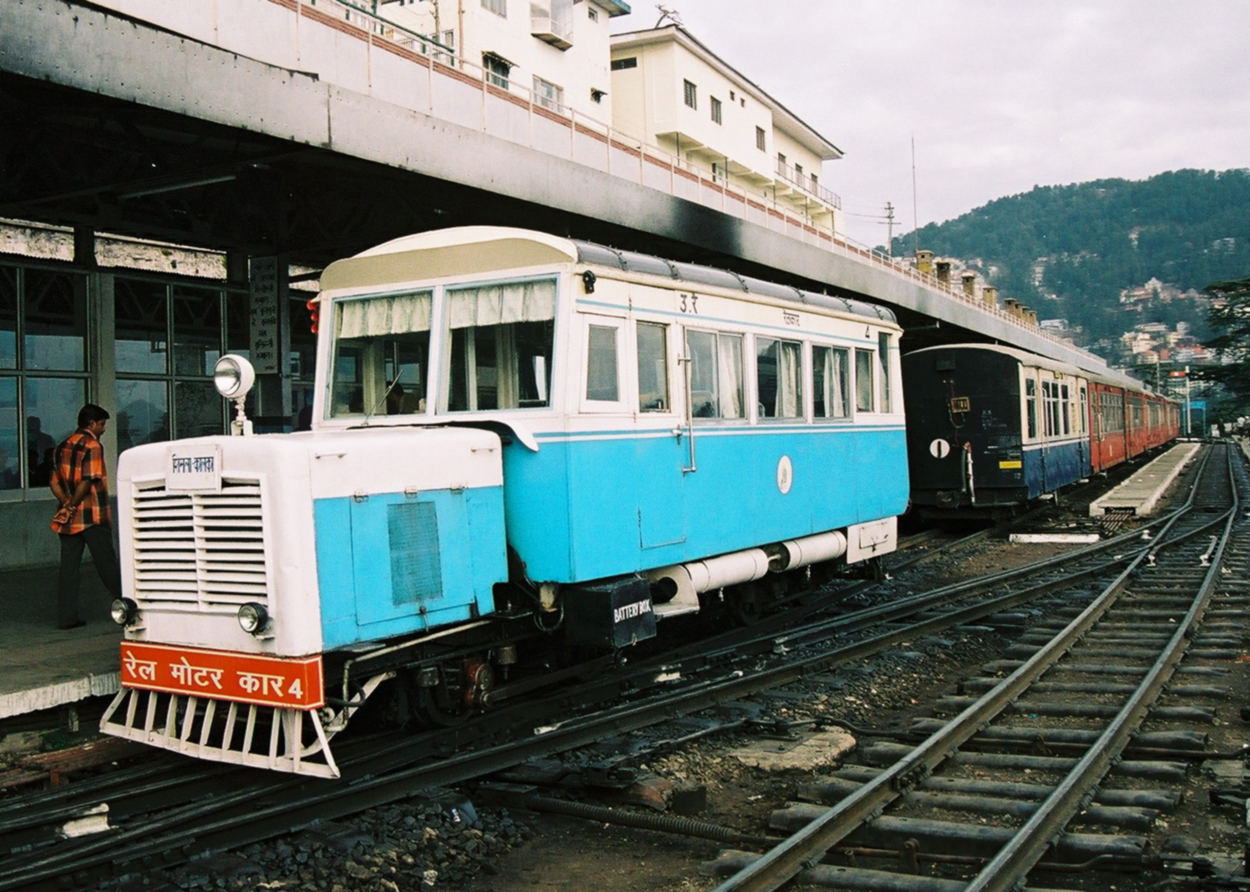
Schienenbus 4 in Shimla, 2005